# Анненково (разъезд, Ульяновская область)
Анненково — разъезд в городском округе город Ульяновск Ульяновской области.

## География
Находится у железнодорожной линии Ульяновск-Инза в Железнодорожном районе Ульяновска к югу от аэропорта Баратаевка.

## История
В 1898 году мимо села Анненково проложили железную дорогу — ветка Симбирской железной дороги Инза — Симбирск, а рядом с селом открыли разъезд (станцию) «Анненково». Решением Ульяновского облисполкома от 3 мая 1988 года № 200 село и разъезд передано в административное подчинение Железнодорожному районному Совету народных депутатов г. Ульяновска.
С 2004 года село Анненково и разъезд «Анненково» входит в Железнодорожный район городского округа Ульяновска.

## Население
Население составляло 19 человек в 2002 году (русские 100%), 9 по переписи 2010 года.